# Big Boys歷險記
《Big Boys歷險記》（英語：Big Boys Go Wild）是香港電視廣播有限公司的真人秀節目，2017年TVB Amazing Summer綜藝節目之一，陣容由《兄弟幫》（Big Boys Club）林盛斌、陳國峰主持，朱智賢、謝東閔、鄭嘉豪、董敬文、譚永浩、盧峻峯、張惠雅等演出。節目本共4集，於2017年7月30日開始香港時間逢星期日22:30至23:30翡翠台播出，但因為接到很多投訴，所以電視台決定腰斬，刪掉2集靈異內容。而被刪掉內容安排於big big channel播出。

## 每集內容
| 集數 | 播映    | 主題                            | 成员                                                                       | 嘉賓                       |
| 01   | 7月30日 | 搜尋西貢結界‧交通黑點施路祭     | 謝東閔、朱智賢、歐陽巧瑩、 鄭嘉豪、盧峻峯、林盛斌、 張惠雅、謝東閔、朱智賢 | 杜慶龍（奇門法科師傅）     |
| 02   | 8月6日  | 「人在野」求生訓練‧廢校靈探之旅 | 陳國峰、董敬文、鄭嘉豪、 譚永浩                                            | 梁念豪（國際探險行動領隊） |

## 外部連結
- Big Boys歷險記 - 主頁 - tvb.com（页面存档备份，存于）